# 서연CNF
주식회사 서연CNF는 2016년에 설립된 플라스틱 발포 성형제품 제조 기업이다.

## 역사 및 현황
- 2016년 12월 2일: 회사 설립

## 사업장 현황
- 본사: 울산광역시 울주군 전읍농공길 13 (두서면)
- 아산공장: 충청남도 아산시 선장면 선창리 261-10
- 경주공장: 경상북도 경주시 외동읍 냉천리 1156-4